# Dataman Designs Menta
Dataman Designs Menta (Menta) је професионални рачунар фирме Dataman Designs који је почео да се производи у Уједињеном Краљевству током 1981. године.
Користио је NEC D780C (Z80A клон) микропроцесорску јединицу а RAM меморија рачунара је имала капацитет од 1 KB. 

## Детаљни подаци
Детаљнији подаци о рачунару Menta су дати у табели испод.
|                       |                                           |
| [ 1 ]                 |                                           |
| Произвођач            |                                           |
| Тип                   | професионални рачунар                     |
| Меморија              | 1 KB                                      |
| Поријекло             | Уједињено Краљевство                      |
| Година                | 1981                                      |
| Тастатура             | Тастатура са равном мембраном, 40 тастера |
| Процесор              |                                           |
| Фреквенција процесора | непознато                                 |
| RAM                   | 1 KB                                      |
| ROM                   |                                           |
| Текст                 |                                           |
| Графика               | нема                                      |
| Боја                  | не                                        |
| Звук                  | нема                                      |
| Димензије             | непознато                                 |
| Портови               |                                           |
| Оперативни систем     |                                           |